# Timecode (pel·lícula de 2016)
Timecode és un curtmetratge català dirigit per Juanjo Giménez Peña, estrenat l'any 2016. El film està protagonitzat pels ballarins i coreògrafs Lali Ayguadé i Nicolás Ricchini i va guanyar la Palma d'Or al millor curtmetratge de Canes, seleccionat d'entre més de 2.000 treballs presentats.

## Argument
Entre dos vigilants nocturns d'un pàrquing (interpretats pels ballarins Lali Ayguadé i Nicolas Ricchini) sorgeix una relació inesperada quan cada dia es creuen només uns minuts, quan a l'acabar la jornada de l'un comença la de l'altre, i viceversa. La relació no s'expressa en paraules sinó a través d'una passió compartida que descobreixen per atzar.

## Repartiment
- Lali Ayguadé
- Nicolas Ricchini
- Vicente Gil
- Pep Domenech

## Al voltant del curtmetratge
Timecode' va realitzar-se dins del curs de Creació i Direcció Cinematogràfica de l'Escola de Cinema de Reus, concebut com una lliçó de direcció per als alumnes. És un treball de la productora de Juanjo Giménez Peña, Nadir Films, en col·laboració amb l'escola.
Aquest film és el segon espanyol en guanyar la Palma d'Or, després que Luis Buñuel guanyés en el concurs de llargmetratges amb Viridiana l'any 1961.
La història de "Timecode" prové d'una anècdota personal del director Juanjo Giménez, quan treballava en el departament financer d'una empresa. Un dia a la setmana tenia menys càrrega de treball i escrivia les seves històries a l'ordinador de la feina, però una de les seves companyes el va descobrir i el va fer servir en contra seva.